# Corallorhiza
Corallorhiza o orquídies d'arrel de corall és un gènere d'orquídies. La majoria de les espècies no tenen fulles, però les arrels, amb forma de corall, estableixen relacions simbiòtiques amb fongs, anomenades micorrizes, que els permeten obtenir els nutrients del sòl per micoheterotròfia. A causa d'aquesta dependència no es poden cultivar.
La majoria d'espècies d'aquest gènere no tenen clorofil·la i no depenen de la fotosintesi per obtenir energia. Una excepció és l'espècie Corallorhiza trifida, que té una mica de clorofil·la.
A excepció de C. trifida, que és circumboreal, aquest gènere està restringit al Nou Món.

## Llista d'espècies
| - Corallorhiza anandae - Corallorhiza arizonica - Corallorhiza arizonica - Corallorhiza bentleyi - Corallorhiza bigelovii - Corallorhiza bigelovii - Corallorhiza bulbosa - Corallorhiza corallorrhiza | - Corallorhiza ekmanii - Corallorhiza macrantha - Corallorhiza maculata - Corallorhiza mertensiana - Corallorhiza odontorhiza - Corallorhiza striata - Corallorhiza trifida - Corallorhiza wisteriana |

## Galeria fotogràfica

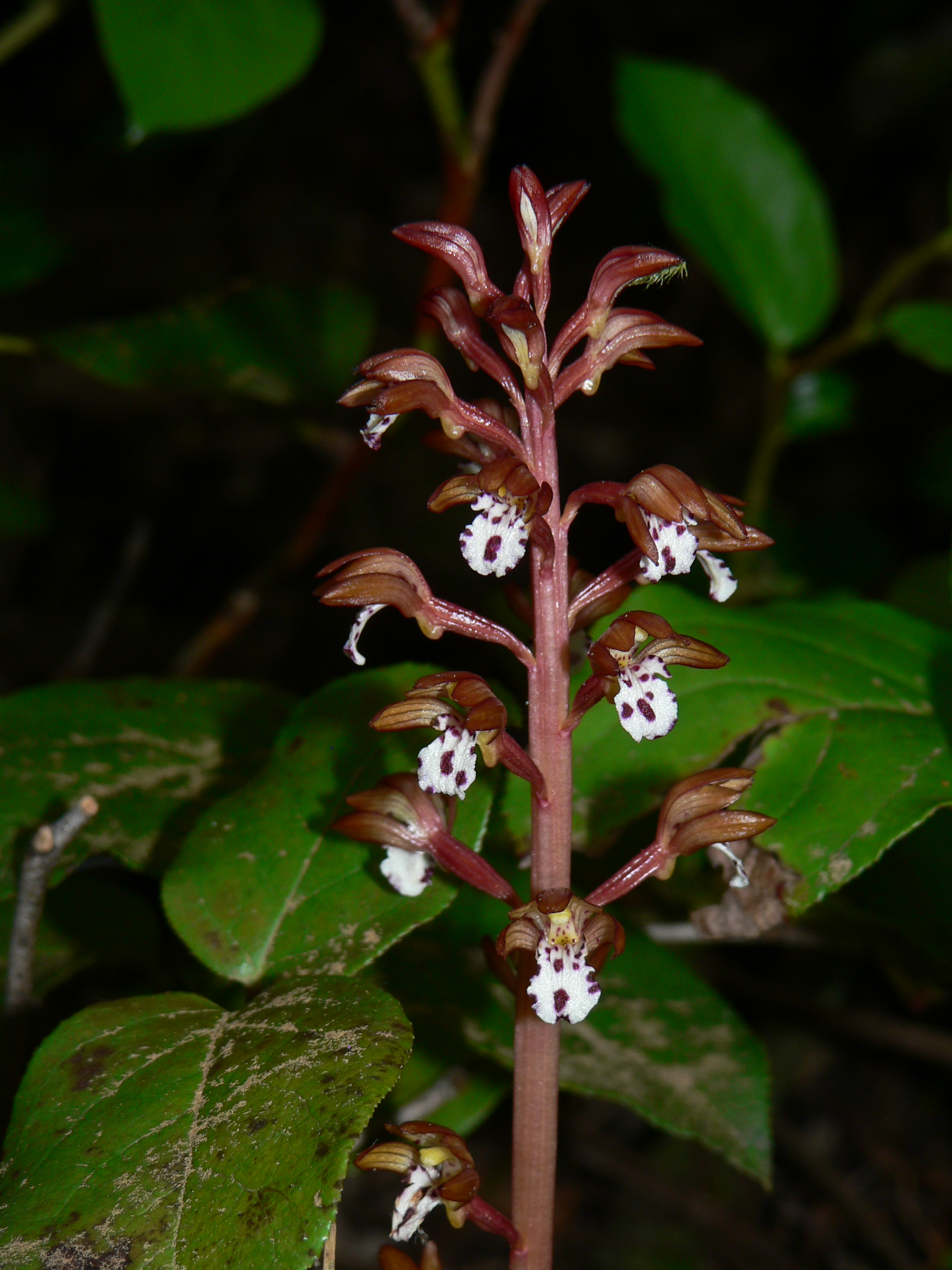
C. maculata
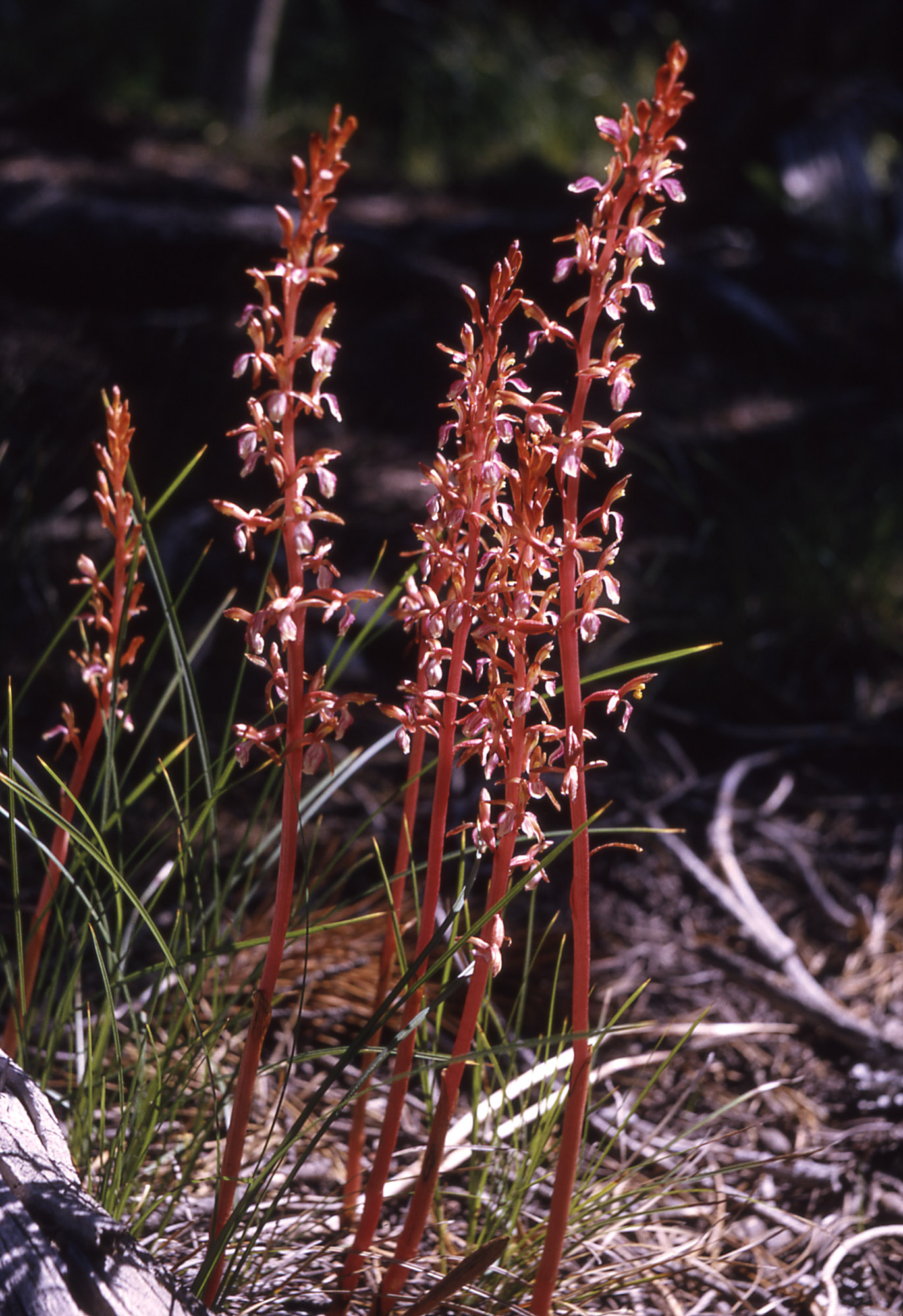
C. mertensiana